# Бхаруч (округ)
Бха́руч (гудж. ભરૂચ; англ. Bharuch) — округ в индийском штате Гуджарат. Административный центр — город Бхаруч. Площадь округа — 5253 км². По данным всеиндийской переписи 2001 года население округа составляло 1 370 104 человека. Уровень грамотности взрослого населения составлял 74,41 %, что выше среднеиндийского уровня (59,5 %). Доля городского населения составляла 25,72 %.